# Jean-Pierre Vial
Pour les articles homonymes, voir Vial.
Jean-Pierre Vial, né le 17 février 1951 à Chambéry, est un homme politique français. Membre des Républicains, il est président du conseil général de la Savoie de 2002 à 2008 et sénateur de la Savoie par deux fois, de 1995 à 1997 puis de 1999 à 2020.

## Biographie
Jean-Pierre Vial est issu d'une famille savoyarde de longue date, il entreprend des études de droit et de sciences politiques.
Il exerce la profession d'avocat, il est marié et père de quatre enfants.
Membre du Rassemblement pour la République, Jean-Pierre Vial est d'abord élu maire des Échelles de mars 1983 à juin 1995. Il quitte Les Échelles et est élu maire du Bourget-du-Lac de juin 1995 à mars 2001.
Jean-Pierre Vial est élu Conseiller général du canton des Échelles le 21 mars 1982, il est largement réélu par la suite. Après plus de 26 ans de mandat, il décide de céder sa place au nouveau maire des Échelles, Cédric Vial, mais il est battu au second tour. 
Jean-Pierre Vial est candidat sur le canton de La Motte-Servolex où il est élu le 16 mars 2008.
Il est vice-président à partir de 1992 puis président du conseil général de la Savoie, élu le 24 juin 2002 à la suite de l'entrée d'Hervé Gaymard au gouvernement, et réélu le 1er avril 2004. Il cède son siège en 2008 à Hervé Gaymard. Depuis le 31 mars 2011, il est premier Vice-président du Conseil général (Économie - Recherche et enseignement supérieur - Nouvelles technologies et Plan numérique - Lyon-Turin).
Jean-Pierre Vial est sénateur (1995-1997 puis 1999-2020) de la Savoie. Il est d'abord élu comme suppléant de Michel Barnier en 1995 et siège à sa place de 1995 à 1997, puis à partir de 1999. Il est réélu en son nom propre en 2004.
Souhaitant mettre un terme à sa vie politique, il ne se représente pas lors des élections sénatoriales de 2020.

## Détail des mandats

### Mandats locaux
- Maire des Échelles de mars 1983 à juin 1995.
- Maire du Bourget-du-Lac de juin 1995 à mars 2001.
- Conseiller général du canton des Échelles du 21 mars 1982 au 16 mars 2008.
- Conseiller général du canton de La Motte-Servolex depuis le 16 mars 2008.
- Vice-président du conseil général de la Savoie de la Savoie de 1992 à 2002 et de 2008 à 2015.
- Président du conseil général de la Savoie de 2002 à 2008.

### Mandats nationaux
- Sénateur de la Savoie de 1995 à 1997 puis de 1999 à 2020.